# Гавриловський (Кугарчинський район)
Гаври́ловський (рос. Гавриловский, башк. Гаврилов) — хутір у складі Кугарчинського району Башкортостану, Росія. Входить до складу Ісімовської сільської ради.
Населення — 4 особи (2010; 5 в 2002).
Національний склад:
- росіяни — 100%